# Daniele Nardello

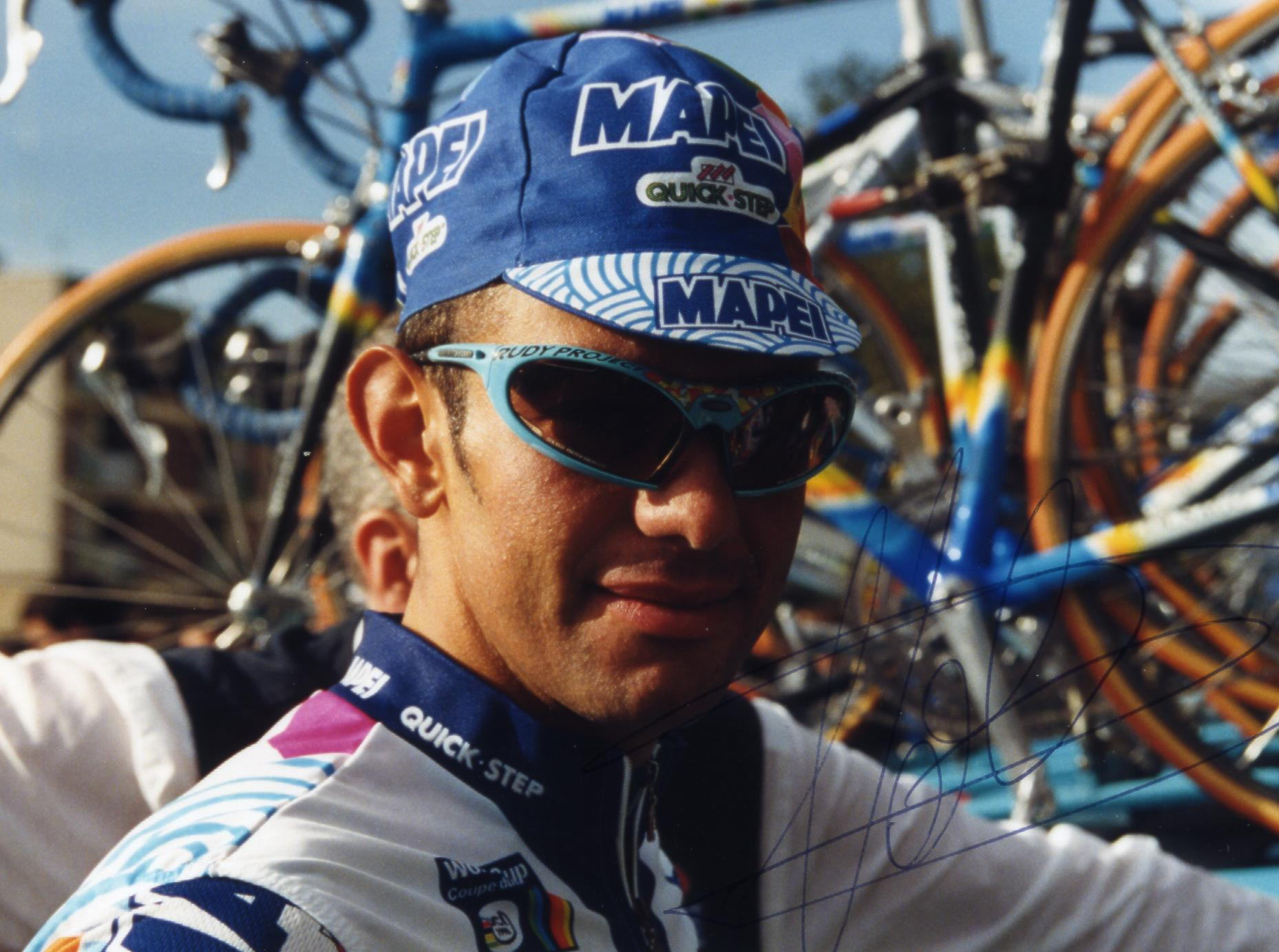
Daniele Nardello

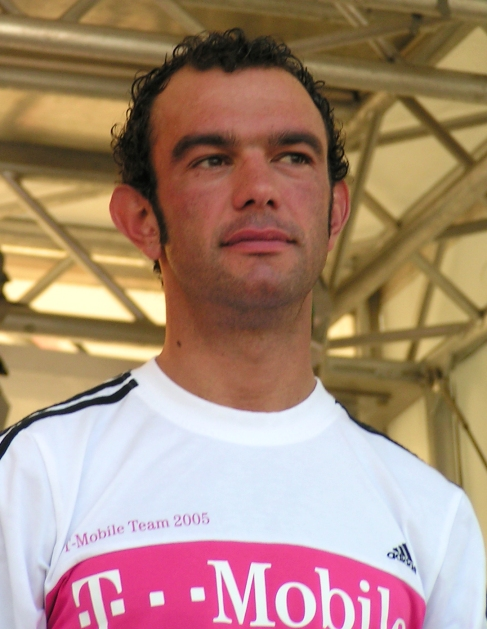
Daniele Nardello bei der Deutschland Tour 2006 in Düsseldorf

Daniele Nardello (* 2. August 1972 in Varese, Italien) ist ein ehemaliger italienischer Radrennfahrer und heutiger Sportlicher Leiter.

## Sportliche Laufbahn
Nardello begann seine Profikarriere 1994 beim Team Mapei. In den insgesamt acht Jahren bei diesem Team konnte er beachtliche Erfolge erzielen. Nach seinem Wechsel zum Team Telekom 2003 konnte er wegen mehrerer sturzbedingter Verletzungen zunächst nicht an seine früheren Erfolge anknüpfen. Erst gegen Saisonende gelang es ihm wieder, bei wichtigen Rennen aufs Podium zu kommen. 2004 startete er bei den Olympischen Sommerspielen in Athen und belegte im Straßenrennen Platz 35.
Achtmal bestritt Nardello die Tour de France. 1998 gelang ihm ein Etappensieg und wurde Achter der Gesamtwertung. Im Jahr darauf belegte er in der Tour-Gesamtwertung Platz sieben.
2007 wechselte Daniele Nardello vom Team T-Mobile zum Schweizer Team L.P.R. Nach einem Sturz bei der Tour Down Under 2009 kam Nardello nicht mehr richtig in Form und kündigte im März desselben Jahres das Ende seiner Karriere an. Am 8. April endete schließlich sein Vertrag bei seinem Arbeitgeber Fuji-Servetto. Er ist der Sohn des ehemaligen Radrennfahrers Primo Nardello.

### Konflikt mit Simeoni
Filippo Simeoni beschuldigte Nardello, ihn während der 18. Etappe der Tour de France 2004 scharf beleidigt und dabei Lance Armstrong in einer Privatfehde gegen Simeoni unterstützt zu haben. Nardello wies diese Anschuldigungen zurück. Hintergrund war, dass Simeoni als Zeuge ausgesagt hatte, durch den Mediziner Michele Ferrari, der auch Armstrong betreute, Dopingmittel erhalten zu haben, worauf Armstrong Simeoni der Lüge bezichtigte.

## Berufliches
Nach seinem Rücktritt blieb Nardello als Sportlicher Leiter dem Radsport verbunden. Zunächst war er für das Team Geox-TMC tätig, für das er zuletzt gefahren war, bis er Anfang 2012 zu GreenEdge wechselte.

## Erfolge (Auswahl)
1995
- Paris–Bourges

1996
- Mailand–Turin
- eine Etappe Vuelta a España

1997
- Österreich-Rundfahrt

1998
- eine Etappe Tour de France

1999
- eine Etappe Vuelta a España

2000
- Tour du Haut-Var

2001
- Italienischer Meister
- Tour du Haut-Var

2003
- Rheinland-Pfalz-Rundfahrt
- Meisterschaft von Zürich

## Teams
- 1994 Mapei-CLAS
- 1995–1997 Mapei-GB
- 1998 Mapei-Bricobi
- 1999–2002 Mapei-Quick Step
- 2003–2006 T-Mobile-Team
- 2007 Team L.P.R.
- 2008 Serramenti PVC Diquigiovanni
- 2009 Fuji-Servetto (bis 8. April)